# 桜井恵理子
桜井 恵理子（さくらい えりこ 1960年11月16日 - ）は、日本の実業家。

## 人物
1984年東北大学文学部卒業。1987年東北大学大学院文学研究科心理学専攻博士課程前期2年の課程修了、1987年Dow Corning Corporation（米国）入社、1989年トーレ・シリコーン株式会社（現ダウ・東レ株式会社）へ異動、1999年東北大学大学院情報科学研究科博士課程後期3年の課程（人間社会情報科学専攻）進学。
2009年東レ・ダウコーニング株式会社代表取締役・CEO就任、2014年ソニー社外取締役。2015年ダウコーニング・ホールディング・ジャパン株式会社代表取締役社長、三井住友フィナンシャルグループ社外取締役。
2018年ダウ・コンシューマーソリューションズ事業部コマーシャルディレクター（日本韓国）、ダウ・東レ代表取締役会長兼ＣＥＯ。2020年ダウ・ケミカル日本、韓国法人の代表取締役社長、2022年アステラス製薬社外取締役、花王社外取締役、2023年日本板硝子社外取締役。